# Some Kind of Monster
Some Kind of Monster è un singolo del gruppo musicale statunitense, Metallica, pubblicato il 13 luglio 2004 come quarto estratto dall'ottavo album in studio St. Anger.

## Descrizione
Il suo titolo deriva da una descrizione, da parte del cantante e chitarrista James Hetfield, del suo rapporto con l'ex produttore del gruppo Bob Rock. Secondo il testo, si sentiva come «una specie di mostro di Frankenstein». La canzone ha dato anche il nome al loro documentario incentrato sulla registrazione di St. Anger e le relative difficoltà all'interno dei componenti del gruppo.

## Pubblicazione
Some Kind of Monster è stato pubblicato esclusivamente nell'America del Nord il 13 luglio 2004. Il singolo contiene due versioni del brano (la versione dell'album e una versione remixata ed edita dal produttore Bob Rock), sei tracce dal vivo eseguite l'11 giugno 2003 a Parigi (pubblicate in precedenza come b-side del singolo precedente) e due trailer del documentario Metallica: Some Kind of Monster.

## Video musicale
Il video, diretto da Alan Smithee e reso disponibile il 28 giugno 2004, contiene spezzoni tratti dal documentario Metallica: Some Kind of Monster con altri tratti da diversi concerti registrati negli anni passati ed altri tratti dall'edizione speciale di St. Anger.

## Tracce
1. Some Kind of Monster – 8:25 (James Hetfield, Lars Ulrich, Kirk Hammett, Bob Rock)
2. The Four Horsemen (Live) – 5:29 (James Hetfield, Lars Ulrich, Dave Mustaine)
3. Damage, Inc. (Live) – 4:57 (James Hetfield, Lars Ulrich, Cliff Burton, Kirk Hammett)
4. Leper Messiah (Live) – 6:23 (James Hetfield, Lars Ulrich)
5. Motorbreath (Live) – 3:11 (James Hetfield)
6. Ride the Lightning (Live) – 7:29 (James Hetfield, Lars Ulrich, Cliff Burton, Dave Mustaine)
7. Hit the Lights (Live) – 4:06 (James Hetfield, Lars Ulrich)
8. Some Kind of Monster (Edit) – 4:16 (James Hetfield, Lars Ulrich, Kirk Hammett, Bob Rock)
9. Some Kind of Monster (Movie Trailer)

## Formazione
Hanno partecipato alle registrazioni, secondo le note di copertina di St. Anger:
Gruppo
- James Hetfield – voce, chitarra
- Lars Ulrich – batteria
- Kirk Hammett – chitarra

Altri musicisti
- Bob Rock – basso

Produzione
- Bob Rock – produzione, registrazione, missaggio
- Metallica – produzione
- Mike Gillies – assistenza tecnica, montaggio digitale
- Eric Helmkamp – assistenza tecnica
- Vlado Miller – mastering

## Classifiche

### Singolo
| Classifica (2004)             | Posizione massima |
| ----------------------------- | ----------------- |
| Finlandia                     | 5                 |
| Stati Uniti (mainstream rock) | 19                |

### EP
| Classifica (2004) | Posizione massima |
| ----------------- | ----------------- |
| Austria           | 40                |
| Canada            | 8                 |
| Germania          | 65                |
| Stati Uniti       | 37                |
| Svizzera          | 71                |